# جیسون ریچاردسون
جیسون ریچاردسون (انگلیسی: Jason Richardson؛ ۴ آوریل ۱۹۸۶) دونده اهل ایالات متحده آمریکا است. از افتخارات وی میتوان وی میتوان به کسب مدال نقره دو ۱۱۰ متر با مانع در بازی‌های المپیک تابستانی ۲۰۱۲ و مدال طلا دو ۱۱۰ متر با مانع در ۲۰۱۱ دئگو اشاره کرد.